# 清水真実
清水 真実（しみず まみ、1981年5月28日 - ）は、日本の女性俳優。神奈川県出身。イトーカンパニーに所属していた。
ファッションモデルの清水真実とは同姓同名だが、全くの別人である。

## 来歴
1990年、木曜ゴールデンドラマ『運命の絆』（日本テレビ系）で女優デビュー。1998年公開の映画『がんばっていきまっしょい』に出演し注目を集める。2004年に芸能界を引退したが、2007年から自身のブログを開設している。

## 人物
- 5歳年上の姉が所属していた「劇団いろは」に入団し、芸能界デビュー。
- 趣味はイラストを描くこと。雑誌「B.L.T.」では自身の書き下ろし漫画が2000年から1年間連載されていた。
- 特技はピアノ、歌うこと、水泳。ピアノはコンクールに出場した経験を持つ他、所属事務所が主催したイベントでも披露した。
- 小学生バンド「JPN-08」では、最年長メンバーでキーボードを担当。
- ホラー映画などが苦手であり、『エコエコアザラク』に幽霊となる役で出演した際は自身で放送を観て怖かったという[1]。

## 出演

### 映画
- がんばっていきまっしょい（1998年10月10日） - 中崎敦子（ヒメ） 役
- 流★星（1999年1月30日） - 桂木ひとみ 役
- ブギーポップは笑わない Boogiepop and Others（2000年3月11日） - 末真和子 役
- 忘れられぬ人

### Vシネマ
- BE-BOP-HIGHSCHOOL 3 不良少年人生問答（1996年6月14日）
- テツワン探偵ロボタック&カブタック 不思議の国の大冒険（1998年12月11日） - ラムネ姫 役

### 舞台
- Rainbow Drops〜虹の雫〜
- 赤毛のアン
- 今宵かぎりは…1928超巴里丼主義宣言の夜（2002年）- キタノミツ 役

### テレビドラマ
- 木曜ゴールデンドラマ「運命の絆」（1990年4月26日、福岡放送制作 日本テレビ系全国ネット）
- 水曜グランドロマン「あぶない!財テク主婦の株体験」（1990年9月5日、日本テレビ）
- 土曜ドラマ 新十津川物語 昭和編（1992年9月19日 - 1992年9月26日、NHK総合テレビ） - 花房奈美 役
- 金曜時代劇 腕におぼえあり3（1993年、NHK総合テレビ） - おゆみ 役
- 生きがいドラマシリーズ 銀の雫「インパネス」（1993年2月8日、NHK総合テレビ）
- 天才てれびくん「T.T.K. DRAMA SPECIAL 転校生マオ」（1994年4月7日 - 1994年7月7日、NHK教育テレビ） - 結城ミカ 役
- ドラマ新銀河 この指とまれ!!（1995年1月30日 - 1995年3月16日、NHK総合テレビ）
- 火曜サスペンス劇場「歪んだ果実」（1996年5月7日、日本テレビ） - 友部恵美 役
- 水曜シリーズドラマ 暴力教師（1996年、NHK総合テレビ）
- 刑事追う! 第22話「初恋・地獄編」（1996年9月2日、テレビ東京）
- サイコメトラーEIJI（1997年、日本テレビ）
- エコエコアザラク 第15話「復讐」（1997年5月10日、テレビ東京） - 大崎月子 役
- 職員室 第1話「帰って来た女教師」（1997年7月4日、TBSテレビ）
- 金曜時代劇 しくじり鏡三郎 第1話（1999年4月2日、NHK総合テレビ）
- 水曜ドラマの花束 女性捜査班アイキャッチャー（1999年、NHK総合テレビ） - 小泉ミサト 役
- ウルトラマンコスモス 第23話・第41話（2001年1月28日・2002年4月13日、毎日放送制作 TBSテレビ系全国ネット） - 三条寺カスミ 役
- はぐれ刑事純情派 第14シリーズ 第1話スペシャル「安浦刑事を愛した女 東京〜倉敷〜瀬戸内、空白の28年…危険な再会!」（2001年4月4日、テレビ朝日） - 間弥生 役
- R-17 第1話・第2話（2001年4月12日 - 2001年4月19日、テレビ朝日） - 佐藤百合絵 役

### 日本語吹き替え
- 集団誘拐!消えたスクールバス（1994年12月29日、NHK総合テレビ）

### その他のテレビ番組
- 超スペシャル栄光のミリオンスタービッグ3夢の競演!（1994年1月2日、フジテレビ）
- 年忘れ!天才てれびくん（1994年12月31日、NHK教育テレビ）
- ミュージックステーション「ジャストフィット相談室」（1996年2月、テレビ朝日）

### CM
- ミツカン「しゃぶしゃぶ」（1993年）
- ヤマハ「パッドマン」「ジャミネーター」（1993年）

## リリース作品

### 写真集
- BABY KISSパート2 トゥインクルガール写真集（1997年、竹書房）

### CD-ROM
- 太宰治・女生徒
- デジタルコンポジット・アイドルデータ

## JPN-08
JPN-08およびJPN-12は、1993年に活動した小学生バンド。

### 概要
「JPN-08」は9人組、「JPN-12」は3人組で活動。「JPN」は「ジャンジャカ・パフォーマンス・ネットワーク」の略称で、ヤマハのバンド演奏支援システム「JANN JAKA SYSTEM（ジャンジャカシステム）」を使用したキッズバンド。ヤマハと劇団いろはの共同企画。

### メンバー
| 活動名   | 氏名       | 生年月日      | 担当       |
| -------- | ---------- | ------------- | ---------- |
| まみ     | 清水真実   | 1981年5月28日 | キーボード |
| りな     | 吉田里渚   | 1984年1月17日 | ヴォーカル |
| まいみ   | 山崎麻衣美 | 1984年6月19日 |            |
| のりひと |            | 1981年7月30日 |            |
| だいき   |            | 1981年8月01日 |            |
| みほ     |            | 1983年5月08日 |            |
| みえ     |            | 1985年6月16日 |            |
| まなみ   |            | 1985年6月28日 |            |
| ふとし   |            | 1985年7月17日 |            |

| 活動名   | 生年月日      | 担当           |
| -------- | ------------- | -------------- |
| MANAMI   | 1985年6月28日 | ヴォーカル     |
| DAIKI    | 1981年8月01日 | ジャミネーター |
| NORIHITO | 1981年7月30日 | パッドマン     |

### テレビ番組
- ウゴウゴルーガ（フジテレビ） - 吉田里渚、山崎麻衣美
- 集まれ!バンドキッズ〜JANN JAKA伝説〜（1993年4月21日、テレビ東京）

### ライブ
- ジャンジャカキッズ ミュージックパーティ＠ジュリアナ東京（1993年4月10日）

### JPN-08 シングル
「ステキにオーマイガァー」は、1993年4月1日に発売されたJPN-08のシングル。
フジテレビ『ウゴウゴルーガ』「おやじバンド」コーナー使用曲。
- 規格：8cmCD
- 発売日：1993年4月1日
- 税抜価格：903円
- レーベル：VAP
- 規格品番：VPDB-20496
- EANコード：JAN 4988021204965

| #  | タイトル                                               | 作詞 | 作曲・編曲 | 時間 |
| -- | ------------------------------------------------------ | ---- | ---------- | ---- |
| 1. | 「ステキにオーマイガァー」                             |      |            | 3:36 |
| 2. | 「らくらくだんす・すんだくらくら」                     |      |            | 3:22 |
| 3. | 「ステキにオーマイガァー」(オリジナルカラオケ)         |      |            | 3:36 |
| 4. | 「らくらくだんす・すんだくらくら」(オリジナルカラオケ) |      |            | 3:20 |

1. ステキにオーマイガァー
  - 作詞：YOSHIHIKO ANDO
  - 作曲・編曲：FUJIO RYO
2. らくらくだんす・すんだくらくら
  - 作詞：YOSHIHIKO ANDO
  - 作曲：MIWA TAMAI
  - 編曲：FUJIO RYO

### JPN-12 シングル
「青春の曲がり角」は、1993年12月16日に発売されたJPN-12のシングル。
テレビ東京『名門パープリン大学日本校』エンディングテーマ。
- 規格：8cmCD
- 発売日：1993年12月16日
- 税抜価格：903円
- レーベル：BMGビクター
- 規格品番：BVDR-221
- EANコード：JAN 4988017107324

| #  | タイトル                                         | 作詞 | 作曲・編曲 |
| -- | ------------------------------------------------ | ---- | ---------- |
| 1. | 「青春の曲がり角」                               |      |            |
| 2. | 「失恋ファミリーレストラン」                     |      |            |
| 3. | 「青春の曲がり角」(オリジナルカラオケ)           |      |            |
| 4. | 「失恋ファミリーレストラン」(オリジナルカラオケ) |      |            |